# Lega Nazionale B 1992-1993
La Lega Nazionale B 1992-1993, campionato svizzero di seconda serie, si concluse con la vittoria del Lucerna (gruppo est) e del Yverdon (gruppo ovest).

## Gruppo est

### Classifica finale
|  | Pos. | Squadra      | Pt | G  | V  | N  | P  | GF | GS | DR  |
|  | ---- | ------------ | -- | -- | -- | -- | -- | -- | -- | --- |
|  | 1.   | Lucerna      | 33 | 22 | 13 | 7  | 2  | 41 | 12 | +29 |
|  | 2.   | Winterthur   | 32 | 22 | 13 | 6  | 3  | 46 | 21 | +25 |
|  | 3.   | Locarno      | 30 | 22 | 10 | 10 | 2  | 38 | 22 | +16 |
|  | 4.   | Sciaffusa    | 29 | 22 | 11 | 7  | 4  | 38 | 23 | +15 |
|  | 5.   | Wil          | 26 | 22 | 9  | 8  | 5  | 32 | 19 | +13 |
|  | 6.   | Kriens       | 25 | 22 | 9  | 7  | 6  | 39 | 26 | +13 |
|  | 7.   | Baden        | 23 | 22 | 7  | 9  | 6  | 27 | 28 | -1  |
|  | 8.   | Bellinzona   | 14 | 22 | 3  | 8  | 11 | 28 | 44 | -16 |
|  | 9.   | Coira        | 14 | 22 | 3  | 8  | 11 | 23 | 44 | -21 |
|  | 10.  | Wettingen    | 13 | 22 | 5  | 3  | 14 | 18 | 39 | -21 |
|  | 11.  | Emmenbrücke  | 13 | 22 | 4  | 5  | 13 | 20 | 42 | -22 |
|  | 12.  | Brüttisellen | 12 | 22 | 5  | 2  | 15 | 23 | 53 | -30 |

Legenda:

      Ammesso alla poule promozione.
      Ammesso alla poule retrocessione.
Note:

Due punti a vittoria, uno a pareggio, zero a sconfitta.

### Risultati

#### Tabellone
| Gruppo est   | BAD  | BEL  | BRÜ  | COI  | EMM  | KRI  | LOC  | LUC  | SCI  | WET  | WIL  | WIN  |
| ------------ | ---- | ---- | ---- | ---- | ---- | ---- | ---- | ---- | ---- | ---- | ---- | ---- |
| Baden        | –––– | 1-0  | 0-0  | 3-1  | 2-2  | 1-1  | 2-2  | 1-1  | 0-5  | 2-0  | 0-3  | 0-2  |
| Bellinzona   | 1-1  | –––– | 1-0  | 1-1  | 2-2  | 1-1  | 2-0  | 1-3  | 1-1  | 0-0  | 2-2  | 1-2  |
| Brüttisellen | 0-4  | 5-5  | –––– | 2-1  | 0-1  | 1-4  | 1-5  | 1-0  | 2-4  | 2-0  | 0-2  | 0-3  |
| Coira        | 0-4  | 3-2  | 2-1  | –––– | 1-1  | 1-3  | 1-3  | 0-3  | 1-0  | 4-1  | 1-2  | 2-2  |
| Emmenbrücke  | 1-3  | 0-1  | 0-2  | 2-1  | –––– | 0-4  | 1-1  | 0-4  | 1-2  | 2-0  | 0-2  | 1-2  |
| Kriens       | 3-1  | 4-0  | 5-0  | 2-0  | 2-0  | –––– | 1-1  | 0-3  | 1-0  | 0-0  | 1-1  | 1-3  |
| Locarno      | 0-0  | 1-0  | 1-0  | 3-0  | 2-1  | 2-2  | –––– | 1-1  | 1-3  | 4-2  | 1-1  | 1-1  |
| Lucerna      | 3-0  | 2-1  | 1-2  | 4-0  | 1-1  | 1-0  | 1-1  | –––– | 1-1  | 3-0  | 0-0  | 1-0  |
| Sciaffusa    | 1-1  | 3-2  | 4-2  | 1-0  | 0-1  | 2-1  | 2-2  | 1-3  | –––– | 3-0  | 1-1  | 0-0  |
| Wettingen    | 0-1  | 4-1  | 3-1  | 0-1  | 3-2  | 2-1  | 0-1  | 1-3  | 0-1  | –––– | 0-0  | 0-3  |
| Wil          | 2-0  | 3-0  | 4-0  | 2-0  | 3-0  | 2-2  | 0-2  | 0-0  | 1-2  | 0-2  | –––– | 1-2  |
| Winterthur   | 0-0  | 5-3  | 3-1  | 2-2  | 4-1  | 4-0  | 0-3  | 0-2  | 1-1  | 4-0  | 3-0  | –––– |

## Gruppo ovest

### Classifica finale
|  | Pos. | Squadra           | Pt | G  | V  | N | P  | GF | GS | DR  |
|  | ---- | ----------------- | -- | -- | -- | - | -- | -- | -- | --- |
|  | 1.   | Yverdon           | 37 | 22 | 17 | 3 | 2  | 60 | 24 | +36 |
|  | 2.   | Basilea           | 36 | 22 | 16 | 4 | 2  | 54 | 10 | +44 |
|  | 3.   | Étoile Carouge    | 28 | 22 | 14 | 0 | 8  | 48 | 32 | +16 |
|  | 4.   | Chênois           | 26 | 22 | 12 | 2 | 8  | 37 | 39 | -2  |
|  | 5.   | Grenchen          | 25 | 22 | 11 | 3 | 8  | 40 | 25 | +15 |
|  | 6.   | Delémont          | 21 | 22 | 8  | 5 | 9  | 31 | 3  | -2  |
|  | 7.   | Urania Ginevra    | 18 | 22 | 7  | 4 | 11 | 33 | 43 | -10 |
|  | 8.   | Old Boys Basilea  | 17 | 22 | 5  | 7 | 10 | 27 | 39 | -12 |
|  | 9.   | Friburgo          | 17 | 22 | 7  | 3 | 12 | 29 | 42 | -13 |
|  | 10.  | Bümpliz           | 15 | 22 | 5  | 5 | 12 | 26 | 52 | -26 |
|  | 11.  | Châtel-St-Denis   | 12 | 22 | 2  | 8 | 12 | 25 | 47 | -22 |
|  | 12.  | La Chaux-de-Fonds | 12 | 22 | 4  | 4 | 14 | 25 | 49 | -24 |

Legenda:

      Ammesso alla poule promozione.
      Ammesso alla poule retrocessione.
Note:

Due punti a vittoria, uno a pareggio, zero a sconfitta.

### Risultati

#### Tabellone
| Gruppo ovest      | BAS  | BÜM  | CHÂ  | CHÊ  | DEL  | ÉTO  | FRI  | GRE  | LCF  | OLD  | URA  | YVE  |
| ----------------- | ---- | ---- | ---- | ---- | ---- | ---- | ---- | ---- | ---- | ---- | ---- | ---- |
| Basilea           | –––– | 7-0  | 3-0  | 3-0  | 1-0  | 2-0  | 3-0  | 2-0  | 2-0  | 3-0  | 8-0  | 0-0  |
| Bümpliz 78        | 0-0  | –––– | 1-2  | 0-1  | 1-3  | 0-2  | 0-2  | 5-1  | 3-1  | 2-2  | 2-1  | 2-4  |
| Châtel-St-Denis   | 1-1  | 1-3  | –––– | 2-4  | 0-0  | 1-3  | 0-1  | 1-1  | 3-1  | 0-4  | 1-1  | 1-2  |
| Chênois           | 2-2  | 3-0  | 2-1  | –––– | 2-1  | 1-3  | 4-2  | 3-2  | 3-2  | 2-1  | 1-2  | 2-3  |
| Delémont          | 0-1  | 0-0  | 3-3  | 1-1  | –––– | 1-0  | 3-0  | 1-4  | 4-2  | 1-1  | 1-0  | 2-3  |
| Étoile Carouge    | 0-1  | 4-1  | 3-0  | 4-1  | 5-2  | –––– | 4-1  | 0-1  | 1-3  | 2-1  | 0-3  | 1-2  |
| Friburgo          | 0-3  | 1-2  | 2-2  | 1-0  | 1-0  | 2-3  | –––– | 0-2  | 2-0  | 0-0  | 1-0  | 3-3  |
| Grenchen          | 1-0  | 8-1  | 4-1  | 0-1  | 4-2  | 2-3  | 1-0  | –––– | 4-0  | 0-0  | 0-0  | 1-2  |
| La Chaux-de-Fonds | 0-3  | 0-0  | 1-1  | 0-1  | 0-1  | 4-2  | 3-1  | 2-1  | –––– | 2-2  | 1-1  | 1-3  |
| Old Boys Basilea  | 0-3  | 1-1  | 2-1  | 1-2  | 1-2  | 1-3  | 0-5  | 0-2  | 3-1  | –––– | 3-2  | 1-1  |
| Urania Ginevra    | 3-5  | 7-2  | 1-1  | 2-1  | 1-2  | 0-2  | 4-2  | 1-0  | 3-1  | 1-3  | –––– | 0-2  |
| Yverdon           | 3-1  | 1-0  | 4-2  | 6-0  | 2-1  | 2-3  | 5-2  | 0-1  | 5-0  | 3-0  | 4-0  | –––– |

## Poule promozione
Alle qualificazioni della LNB sono state aggiunte le ultime 4 classificate della Lega Nazionale A:

Grasshoppers (9ª classificata), San Gallo (10ª), Chiasso (11ª) e Bulle (12ª).

Grasshoppers e Bulle sono state inserite nel gruppo A, San Gallo e Chiasso nel gruppo B.

### Gruppo A

#### Classifica finale
|  | Pos. | Squadra      | Pt | G  | V  | N | P  | GF | GS | DR  |
|  | ---- | ------------ | -- | -- | -- | - | -- | -- | -- | --- |
|  | 1.   | Grasshoppers | 22 | 14 | 10 | 2 | 2  | 42 | 8  | +34 |
|  | 2.   | Lucerna      | 22 | 14 | 10 | 2 | 2  | 30 | 6  | +24 |
|  | 3.   | Bulle        | 19 | 14 | 8  | 3 | 3  | 28 | 20 | +2  |
|  | 4.   | Basilea      | 18 | 14 | 7  | 4 | 3  | 25 | 17 | +5  |
|  | 5.   | Delémont     | 10 | 14 | 4  | 2 | 8  | 14 | 28 | -14 |
|  | 6.   | Chênois      | 9  | 14 | 4  | 1 | 9  | 9  | 29 | -20 |
|  | 7.   | Locarno      | 7  | 14 | 3  | 1 | 10 | 16 | 31 | -15 |
|  | 8.   | Wil          | 5  | 14 | 1  | 3 | 10 | 7  | 32 | -25 |

Legenda:
      Resta o promosso in Lega Nazionale A 1992-1993.
      Resta in Lega Nazionale B 1992-1993.
Note:
Due punti a vittoria, uno a pareggio, zero a sconfitta.

#### Risultati

##### Tabellone
| Gruppo A     | BAS  | BUL  | CHÊ  | DEL  | GRA  | LOC  | LUC  | WIL  |
| ------------ | ---- | ---- | ---- | ---- | ---- | ---- | ---- | ---- |
| Basilea      | –––– | 1-2  | 4-1  | 3-2  | 0-2  | 2-0  | 1-1  | 1-1  |
| Bulle        | 1-3  | –––– | 6-0  | 2-2  | 2-4  | 3-1  | 0-0  | 1-1  |
| Chênois      | 0-1  | 0-4  | –––– | 2-0  | 0-1  | 2-1  | 0-2  | 1-2  |
| Delémont     | 0-2  | 1-2  | 1-1  | –––– | 1-0  | 3-2  | 0-3  | 2-1  |
| Grasshoppers | 1-1  | 8-0  | 5-0  | 1-1  | –––– | 9-0  | 3-0  | 2-0  |
| Locarno      | 1-4  | 1-1  | 0-1  | 3-0  | 1-2  | –––– | 0-1  | 2-0  |
| Lucerna      | 4-1  | 0-1  | 2-0  | 5-0  | 2-0  | 3-0  | –––– | 4-0  |
| Wil          | 1-1  | 0-3  | 0-1  | 1-3  | 0-4  | 0-4  | 0-3  | –––– |

### Gruppo B

#### Classifica finale
|  | Pos. | Squadra        | Pt | G  | V  | N | P  | GF | GS | DR  |
|  | ---- | -------------- | -- | -- | -- | - | -- | -- | -- | --- |
|  | 1.   | Yverdon        | 21 | 14 | 9  | 3 | 2  | 32 | 21 | +11 |
|  | 2.   | Kriens         | 21 | 14 | 9  | 3 | 2  | 22 | 15 | +7  |
|  | 3.   | San Gallo      | 20 | 14 | 10 | 0 | 4  | 34 | 12 | +22 |
|  | 4.   | Sciaffusa      | 17 | 14 | 8  | 1 | 5  | 22 | 16 | +6  |
|  | 5.   | Chiasso        | 16 | 14 | 7  | 2 | 5  | 22 | 15 | +7  |
|  | 6.   | Étoile Carouge | 7  | 14 | 2  | 3 | 9  | 12 | 28 | -16 |
|  | 7.   | Winterthur     | 6  | 14 | 3  | 0 | 11 | 14 | 33 | -19 |
|  | 8.   | Grenchen       | 4  | 14 | 1  | 2 | 11 | 8  | 26 | -18 |

Legenda:
      Promosso in Lega Nazionale A 1992-1993.
      Resta in Lega Nazionale B 1992-1993.
Note:
Due punti a vittoria, uno a pareggio, zero a sconfitta.

#### Risultati

##### Tabellone
| Gruppo B       | CHI  | ÉTO  | GRE  | KRI  | SAN  | SCI  | YVE  | WIN  |
| -------------- | ---- | ---- | ---- | ---- | ---- | ---- | ---- | ---- |
| Chiasso        | –––– | 0-1  | 1-0  | 1-2  | 0-2  | 2-0  | 6-2  | 1-0  |
| Étoile Carouge | 0-3  | –––– | 2-0  | 1-2  | 0-1  | 1-3  | 2-3  | 1-4  |
| Grenchen       | 1-1  | 0-1  | –––– | 1-2  | 0-2  | 0-2  | 0-2  | 3-0  |
| Kriens         | 0-0  | 4-2  | 2-0  | –––– | 2-0  | 0-2  | 1-7  | 2-0  |
| San Gallo      | 3-1  | 4-1  | 5-0  | 0-1  | –––– | 2-3  | 7-1  | 1-0  |
| Sciaffusa      | 1-2  | 3-0  | 1-0  | 0-0  | 1-3  | –––– | 1-4  | 2-0  |
| Yverdon        | 2-1  | 4-1  | 2-0  | 1-1  | 1-0  | 2-0  | –––– | 1-1  |
| Winterthur     | 1-3  | 2-1  | 3-3  | 0-3  | 1-4  | 0-3  | 0-0  | –––– |

## Poule retrocessione
Le retrocedende dei due gruppi est e ovest sono state divise in due gruppi composti da 6 squadre, con omogenea distribuzione geografica in ogni caso differente dai gironi di qualificazione.
Tre sono le squadre da retrocedere: l'ultima di ogni girone e la perdente dell'ulteriore spareggio fra le penultime.
Alle squadre è stato dato un "bonus" di partenza attribuito secondo la posizione in classifica ottenuta nei due gironi di qualificazione in ordine decrescente: alla 7ª classificata 6 punti, alla 8ª punti 5, alla 9ª punti 4, alla 10ª punti 3 e così via fino all'ultima che ha avuto un solo punto.

### Gruppo A

#### Classifica finale
|  | Pos. | Squadra         | Pt | B | G  | V | N | P | GF | GS | DR  |
|  | ---- | --------------- | -- | - | -- | - | - | - | -- | -- | --- |
|  | 1.   | Bellinzona      | 20 | 5 | 10 | 6 | 3 | 1 | 20 | 9  | +11 |
|  | 2.   | Friburgo        | 17 | 4 | 10 | 5 | 3 | 2 | 16 | 13 | +3  |
|  | 3.   | Urania Ginevra  | 17 | 6 | 10 | 4 | 3 | 3 | 15 | 17 | -2  |
|  | 4.   | Wettingen       | 15 | 3 | 10 | 6 | 0 | 4 | 20 | 13 | +7  |
|  | 5.   | Châtel-St-Denis | 7  | 2 | 10 | 2 | 1 | 7 | 14 | 24 | -10 |
|  | 6.   | Brüttisellen    | 5  | 1 | 10 | 0 | 4 | 6 | 8  | 17 | -9  |

Legenda:
  Va allo spareggio salvezza.
  Retrocesso subito in Prima Lega 1993-1994.
Note:
Due punti a vittoria, uno a pareggio, zero a sconfitta.

#### Risultati

##### Tabellone
| Gruppo A        | BEL  | BRÜ  | CHA  | FRI  | URA  | WET  |
| --------------- | ---- | ---- | ---- | ---- | ---- | ---- |
| Bellinzona      | –––– | 1-0  | 4-1  | 3-1  | 0-1  | 2-0  |
| Brüttisellen    | 1-1  | –––– | 0-3  | 1-2  | 2-2  | 1-2  |
| Châtel-St-Denis | 0-3  | 2-0  | –––– | 1-1  | 0-2  | 3-5  |
| Friburgo        | 0-0  | 2-2  | 4-2  | –––– | 2-0  | 2-1  |
| Urania Ginevra  | 4-4  | 1-1  | 2-1  | 3-0  | –––– | 0-2  |
| Wettingen       | 1-2  | 1-0  | 3-1  | 0-2  | 5-0  | –––– |

### Gruppo B

#### Classifica finale
|  | Pos. | Squadra           | Pt | B | G  | V | N | P | GF | GS | DR  |
|  | ---- | ----------------- | -- | - | -- | - | - | - | -- | -- | --- |
|  | 1.   | Old Boys Basilea  | 21 | 5 | 10 | 8 | 0 | 2 | 16 | 5  | +11 |
|  | 2.   | Baden             | 17 | 6 | 10 | 4 | 3 | 3 | 23 | 26 | -3  |
|  | 3.   | Bümpliz           | 13 | 3 | 10 | 4 | 2 | 4 | 14 | 14 | 0   |
|  | 4.   | Emmenbrücke       | 11 | 2 | 10 | 4 | 1 | 5 | 17 | 18 | -1  |
|  | 5.   | Coira             | 10 | 4 | 10 | 2 | 2 | 6 | 14 | 21 | -7  |
|  | 6.   | La Chaux-de-Fonds | 9  | 1 | 10 | 2 | 4 | 4 | 7  | 13 | -6  |

Legenda:
  Va allo spareggio salvezza.
  Retrocesso subito in Prima Lega 1993-1994.
Note:
Due punti a vittoria, uno a pareggio, zero a sconfitta.

#### Risultati

##### Tabellone
| Gruppo B          | BAD  | BÜM  | COI  | EMM  | LCF  | OLD  |
| ----------------- | ---- | ---- | ---- | ---- | ---- | ---- |
| Baden             | –––– | 5-2  | 1-0  | 0-3  | 2-2  | 2-1  |
| Bümpliz           | 2-2  | –––– | 3-0  | 4-0  | 0-0  | 0-3  |
| Coira             | 4-4  | 0-1  | –––– | 3-2  | 0-0  | 3-4  |
| Emmenbrücke       | 3-1  | 2-1  | 1-2  | –––– | 3-1  | 2-4  |
| La Chaux-de-Fonds | 0-3  | 0-1  | 2-0  | 0-0  | –––– | 2-0  |
| Old Boys Basilea  | 9-3  | 2-0  | 3-2  | 2-1  | 4-0  | –––– |

### Spareggi retrocessione
|                | Risultati |                | Luogo e data                     |
| -------------- | --------- | -------------- | -------------------------------- |
| Urania Ginevra | 2 - 0     | Bümpliz        | Ginevra, 6 giugno 1993           |
| Bümpliz        | 1 - 4     | Urania Ginevra | Bümpliz di Berna, 12 giugno 1993 |
|                |           |                |                                  |